# 薛石民
薛 石民（せつ せきみん, 1943年9月29日 - ）は、台湾の軍人、政治家。二級上将。軍事情報局局長、国家安全局長を歴任。

## 経歴
桃園高校卒業。

### 軍歴
陸軍軍官学校36期卒業。三軍大学陸軍指参学院64年班、戦争学院戦研班70年班、戦争学院正規76年班を卒業。砲指部指揮官、空降旅旅長、空特部参謀長、陸軍249師師長を歴任。
「漢光9号演習」時、薛石民少将率いる第249師団は、「仮想敵/紅軍」を演じた。漁船を利用し、保全体制を厳格に厳守した「仮想敵/紅軍」の浸透攻撃は、現地憲兵と沿岸防衛部隊が解放軍の攻撃と錯覚するほど真に迫ったものだった。演習終了後も、「仮想敵/紅軍」は陣地占領行動を継続したため、現地憲兵部隊は交戦準備に入ったが、演習統裁部の介入により事なきを得た。
1993年7月15日、陸軍総部人事署長に任命。その後、屏東の空降特戦司令部司令を4年以上務め、馬祖防衛司令、金門防衛司令を歴任した。

### 情報部門
小三通の試行に満足していた陳水扁総統は、2001年8月8日、金門防衛司令の薛石民を軍事情報局長に抜擢した。軍事情報局長在任時、前任者（丁渝洲、徐筑生）に引き続き、殷宗文時代の情報作戦を全面的に中止した。
2002年、退役直前に後備司令に任命され、二級上将に昇進した。
2004年3月31日、国家安全局長に任命。

### 現在
2007年2月、総統府戦略顧問に任命。